# Bag Talk
Bag Talk è un singolo del rapper statunitense Polo G, pubblicato il 28 ottobre 2022.

## Antefatti
In un'intervista per Rolling Stone, Polo G ha dichiarato di aver registrato il brano nel febbraio 2022, durante varie sessioni in studio con il suo producer Southside.

## Composizione
All'interno del brano, di sonorità drill, Polo G parla delle sue origini e in generale della vita di strada, combinando elementi del suo stile rap introspettivo e burrascoso.

## Video musicale
Il video musicale è stato diretto da Caleb Jermale ed inizia con Polo G che gira per Chicago insieme ai suoi amici, venendo in seguito ripreso in una gioielleria e all'interno di un jet privato.

## Classifiche
| Classifica (2022) | Posizione massima |
| ----------------- | ----------------- |
| Stati Uniti       | 107               |